# أحمد الشريف (سياسي مصري)
أحمد عبد الحميد السيد أحمد الشريف، مواليد 1 مايو 1973م، سياسي مصري وعضو الهيئة العليا لحزب النور وعضو مجلس الشعب المصري في دورتي 2011 و 2015 عن مدينة العامرية بمحافظة الإسكندرية وعضو «اللجنة الدينية» و«لجنة الشؤون العربية» بالمجلس بدورة 2011م.

## المؤهلات
- المعهد العالي للتعليم الصناعي
- إجازة التجويد من معهد القراءات بالأزهر الشريف
- إجازة في قراءة حفص عن عاصم في القرآن الكريم
- إجازة في كتب الحديث الستة
- دبلومة في الدراسات الإسلامية تخصص حديث
- كلية دار العلوم
- دورة معتمدة في إدارة الأعمال
- دورة في الأنماط البشرية
- دورة معهد صالح كامل للخطابة بالأزهر الشريف
- دورة ارتقاء في التربية

## مشاركات
- عضو المجلس الأعلى للمساواة والعدالة الاجتماعية
- عضو لجنة الإنذار المبكر للفتنة الطائفية
- عضو لجنة المائة للدستور المصري
- مستشار تحكيم دولي
- عضو مشارك في مؤتمر الأمم المتحدة لمكافحة الفساد
- عضو مشارك في مؤتمر الحوكمة المصري لمكافحة الفساد
- عضو مشارك في مؤتمر الأقليات الإسلامية بجنيف
- نائب جمعية جواد الحق الخيرية
- عضو لجنة المصالحة
- عمل بوزارة الأوقاف المصرية 15 سنة وبوزارة التربية والتعليم خمس سنوات بالتعاقد.